# Главен щаб на Народоосвободителната армия и партизанските отряди на Македония
Главен щаб на Народоосвободителната армия и партизанските отряди на Македония (Главен щаб на НОВ и ПОМ) е главното комунистическо управленско тяло на Народоосвободителната войска на Македония.
Преди съществуването на щаба през юни 1941 година партизанските действия се водят от военна комисия към Покрайненския комитет на Македония в състав: Методи Шаторов – Шарло, Коце Стояновски – Металец, Бранислав Шикич – Бруно, Любомир Лекович – Горски и Илия Якимовски. През септември 1941 година се създава Покрайненски военен щаб в състав: Лазар Колишевски – Митре, Михайло Апостолски – Дончо, Мирче Ацев – Стойчо, Страшо Пинджур – Йосиф, Цветко Узуновски – Абас, Трайко Божков – Тарцан, Перо Ивановски – Тиквар, Кузман Йосифовски – Питу и Иван Дойчинов – Диме. В помощ на Покрайненския щаб се създава оперативен военен щаб в състав Перо Ивановски – Тиквар, Трайко Бошковски – Тарцан, Кирил Кръстевски – Платник и Стефан Наумов – Стив. През юни 1942 година Покрайненския щаб се реорганизира на Главен щаб на Народоосвободителна войска и Народоосвободителните партизански отряди на Македония (Главен щаб на НОВ и НОПОМ) и в негов участват: Цветко Узуновски, Михайло Апостолски, Мирче Ацев, Страшо Пинджур и Люпчо Арсов, а по-късно са кооптирани Кузман Йосифовски и Стефан Наумов. От октомври 1942 година щаба издава Бюлетин. От 1943 година Главния щаб на НОВ и НОПОМ се превръща в Главен щаб на НОВ и ПОМ в следния състав:
- Михайло Апостолски – командир
- Панче Неделковски – заместник-командир (от март 1943)
- Цветко Узуновски – политически комисар
- Страхил Гигов – заместник политически комисар
- Бане Андреев – политически комисар
- Борко Темелковски – политически комисар

Главния щаб разделя територията на Македония на пет оперативни зони, управлявани от оперативни щабове за по-ефикасно структуриране на бойните действия. През август 1943 година след Преспанското съвещание на ЦК на КПМ се решава седалище на военно-политическото ръководство да се води село Цървена вода. През септември 1943 главния щаб назначава отговорник за религиозните права в очите на поп Вельо Манчевски и за просвета Петре Богданов – Кочко. През октомври-ноември 1944 година НОВМ наброява 64 000 души. От ноември 1944 година Главния щаб на НОВ и ПОМ се преименува на Главен щаб на Народоосвободителната войска и Партизанските отряди на Югославия за Македония (Главен щаб на НОВ и ПОЮ за Македония). Това име остава до февруари 1945, когато е променено на Върховен щаб на Народоосвободителната войска и Партизанските отряди на Югославия за Македония. През май 1945 година щаба е разпуснат.

## Галерия
- Културна и артистична програма, провеждаща се на свободните територии (бившата Италианска окупационна зона в Македония), 1944
- Събиране на партизани в свободните територии
- Събиране на храна за партизаните, 1944